# Тоне (река)
Тоне (на японски: 利根川, Tone-gawa) е река в Япония, в югоизточната част на остров Хоншу, вливаща се в Тихия океан. С дължина 322 km и площ на водосборния басейн 16 840 km² река Тоне води началото си на 1378 m н.в. от югоизточния склон на хребета Етиго. В горното си течение тече на юг в дълбока и тясна планинска долина. В района на град Маебаши излиза от планините и до устието тече в югоизточна посока през равнината Канто. На около 50 km северно от Токио се разделя на два големи ръкава. Главният (левият) ръкав се влива в Тихия океан северно от нос Инубо в района на пристанищния град Тьоси, а десният ръкав Едо – в Токийския залив в чертите на Токио. Основни притоци: леви – Катасина, Кину; десни – Агацума, Кину. Има ясно изразено лятно пълноводие. Среден годишен отток в долното течение – 180 m³/s, максимален – над 500 m³/s. Водите ѝ в горното течение се използват за водоснабдяване, а в долното – за напояване. По време на пълноводие е плавателна в долното си течение, до град Кога, за плитко газещи речни съдове. Долината ѝ е много гъсто населена, като най-големите селища са градовете: Нумата, Сибукава, Маебаши, Ханю, Кога, Касива, Савара, Тьоси и много други.